# الدوري الهولندي الدرجة الثانية 1959–60
الدوري الهولندي الدرجة الثانية 1959–60 (بالهولندية: Tweede divisie 1959/60)‏ هو موسم من الدوري الهولندي الدرجة الثانية. فاز فيه HFC EDO ‏.